# Kralická
Kralická je ulice v Praze-Strašnicích. Začíná na křižovatce ulic Starostrašnická a Krátká a jde východním směrem. Končí v ulici Saratovská. Svůj název nese od roku 1931, kdy ulice vznikla, po vsi v okrese Kutná Hora. 

## Popis
Ulice je pokračováním ulice Krátké za Starostrašnickou. Je skoro přímá, až na mírné zalomení před svým ukončením směrem na jih. Po obou stranách ji lemují třípatrové bytové domy. V bloku mezi Starostrašnickou a ulicí Za Poštou, která ji protíná, se nachází vpravo pod číslem popisným číslo 4 evangelický kostel, umístěný ve vnitrobloku. Ulice je jednosměrně průjezdná ze Saratovské. Po obou stranách jsou chodníky, auta parkují šikmo na chodník. V celém vedení je fialová zóna placeného parkování.

## Historie
V 19. století se v těchto místech nacházela louka. Ulice vznikla v roce 1931. Od svého vzniku je pojmenována po Kralicích, vesnici v okrese Kutná Hora.

## Galerie

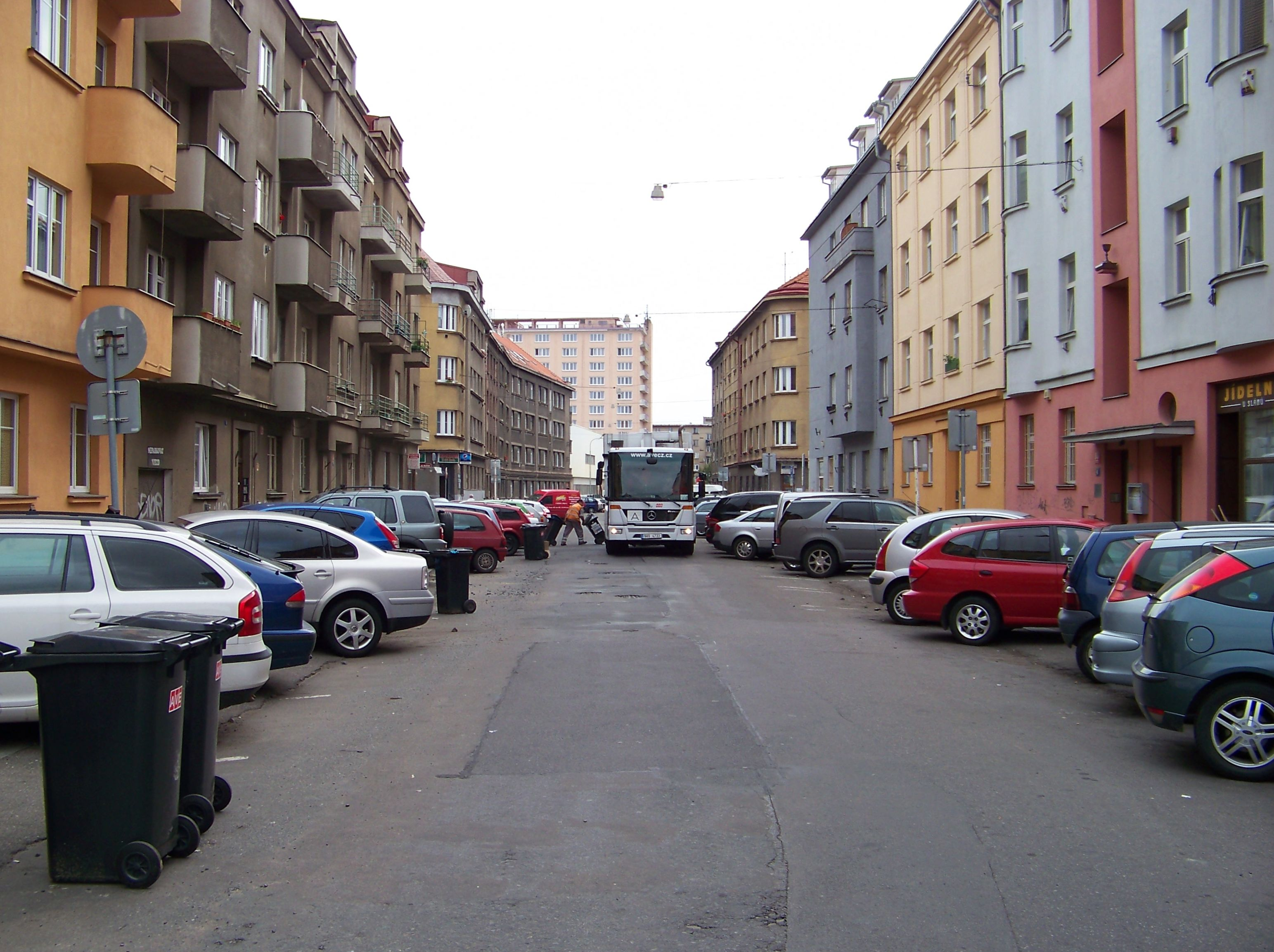
Pohled od Starostrašnické 2011
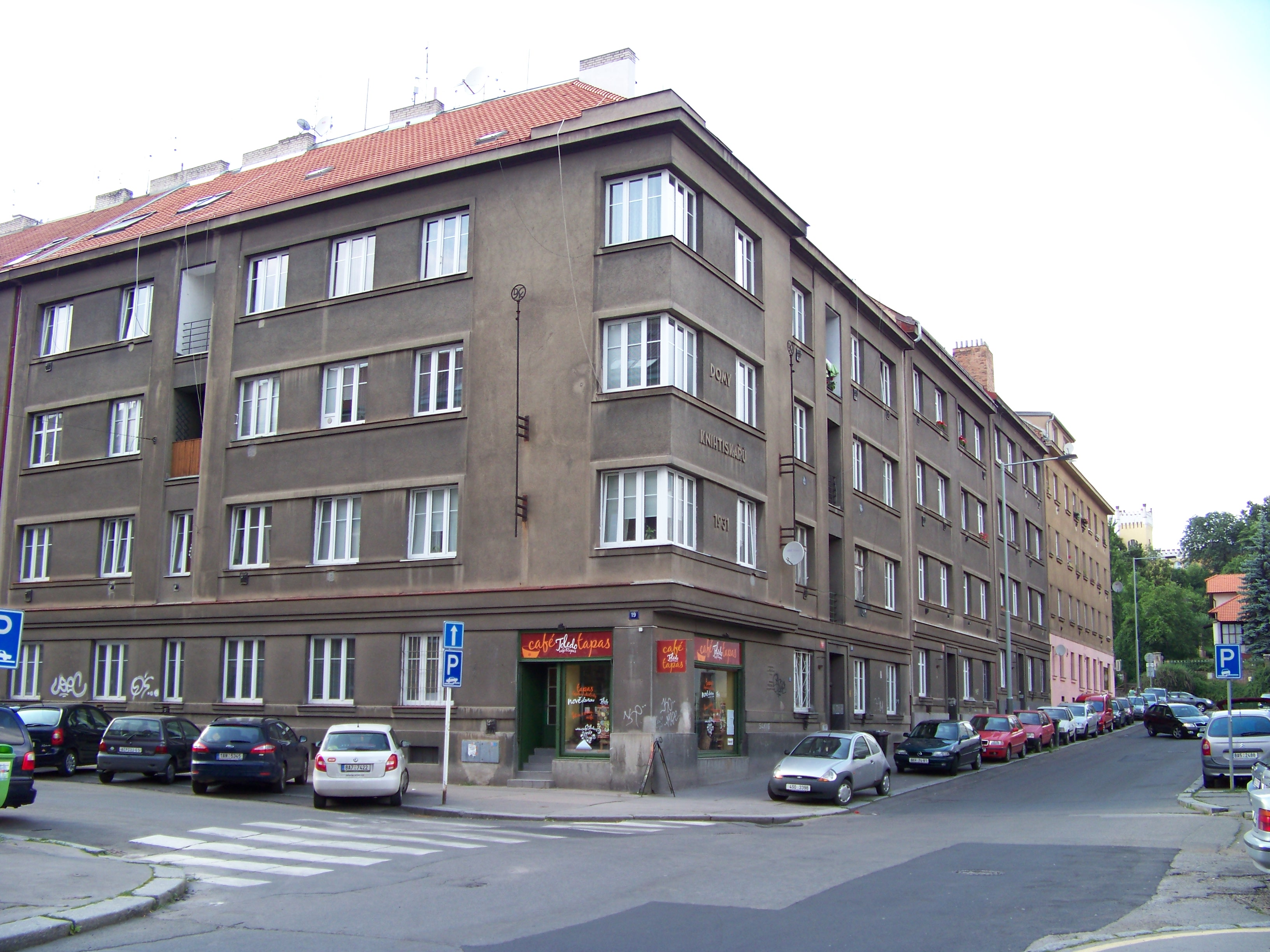
Dům knihtiskařů na rohu Kralické (vlevo) a Saratovské (vpravo)